# Barrage de Shuibuya
Le barrage de Shuibuya est un barrage en Chine, en province d'Hubei, sur le Qing, dans le bassin versant du Yangzi Jiang. Il est associé à une centrale hydroélectrique de 1 840 MW.